# Tryggve Olavsson
Tryggve Olavsson (fornnordiska:Tryggvi Óláfsson), född mellan 925 och 935, död 963 var kung över Viken (Vingulmark och Ranrike).
Han var son till Olav Haraldsson Geirstadalf som var kung över Vestfold och Vingulmark och sonson till Harald Hårfager. Enligt Heimskringla for han på vikingatåg till både Skottland och Irland. Olav Geirstadalf dog i strid mot Erik blodyx när Olav vägrat underkasta sig honom. När Håkon I av Norge återvände till Norge året därpå erbjöd han Tryggve återupprättelse.  År 946 for Håkan norrut och bad Tryggve att försvara Viken mot fiender söderifrån. 
Kung Håkon blev dödligt skadad i Slaget vid Fitjar och därefter dödades Tryggve i ett bakhåll på order av Harald Gråfäll, son till Erik blodyx, i dennes försök att etablera sitt styre i Norge. Kort därefter födde hans hustru Astrid en son, Olav Tryggvason, som senare skulle bli kung över Norge.